# Katekéta-lelkipásztori munkatárs
A katekéta-lelkipásztori munkatárs szak egy a hazánkban is bevezetett bolognai folyamat keretében kidolgozott és meghirdetésre került BSc szak a keresztény hittudományi felsőoktatásban.

## A szak előtörténete
2005 előtt a különféle (elsősorban a hagyományos) keresztény felekezeti felsőoktatási intézményekben hitoktató (általában 6 félév), hittanár (leginkább 8 félév) és lelkipásztori munkatárs (általában 6 félév) képzéseket hirdettek meg. Ezen három képzést integrálták a bolognai folyamat során egyetlen szakba: katekéta-lelkipásztori munkatárs BSc és az arra épülő hittanár-nevelő tanár MSc.

## A szak általános leírása
Az alapszak megnevezése: katekéta - lelkipásztori munkatárs alapszak, amely alapszakon szerezhető végzettségi szint és a szakképzettség oklevélben szereplő megjelölése:
- végzettségi szint: alapfokozat (baccalaureatus, bachelor; rövidítve: BA)
- szakképzettség: (a szakirány szerint): katekéta vagy: lelkipásztori munkatárs.

A hároméves időtartamú alapszak képzési területe: hittudomány, képzési ága: alkalmazott teológia.
A szakot normál esetben 6 félév alatt lehet elvégezni és 180 kreditpontot kell összegyűjteni.
A képzés célja felkészült, nyelvtudással rendelkező katekéták, illetve lelkipásztori munkatársak képzése, akik megfelelő irányítással alkalmasak az egyház igehirdetési és pasztorális alaptevékenységének ellátására a hatályos egyházi törvényeknek és előírásoknak megfelelő munkakörökben és kompetenciákkal (a szakiránynak megfelelően katekéta szakképzettséggel: gyermek-, ifjúsági és felnőtt-katekézis, evangelizáció; illetve: lelkipásztori munkatárs szakképzettséggel: közösségvezetés, bizonyos liturgikus cselekmények vezetése-végzése, karitatív-kulturális tevékenységek).
A katekéták kellő tanulmányi eredmény és/vagy felvételi vizsga után jogosultak az MA képzésben való részvételre, a hittanár-nevelői diploma megszerzése érdekében. A lelkipásztori munkatárs alapszakot végzők számára ez a lehetőség a megfelelő szakmodulok teljesítésével válhat lehetővé.
A legtöbb felsőoktatási intézményben a szakot párhuzamos szakként lehet (vagy kell) elvégezni egy másik, világi (leginkább társadalomtudományi) szakkal.

## A képzés tartalma
- Műveltségi, vallási és lélektani alapismeretek: a tudományos ismeretszerzés módszerei, filozófiai, személyiséglélektani, fejlődéslélektani, tanuláslélektani alapismeretek.
- Szakmai törzsanyag: bibliai, egyháztörténeti alapok, hit- és erkölcstani alapismeretek, a hit átadásához és közösségi megéléséhez szükséges alapismeretek.
- Szakirányú ismeretek: katekéta (katekizmus) és lelkipásztori munkatárs módszertani ismeretek és gyakorlat.
- Szakmai gyakorlat: az intézményen kívül (plébániákon, közösségekben stb.) teljesítendő, megfelelő felkészítéssel és szupervízióval kísért szakmai gyakorlat.

## Szakirányok

### Katekéták
Az egyházközségek szintjén a hitbeli ismereteket a különböző korcsoportoknak megfelelően átadják,  a gyermekek és a fiatalok közösségi és egyéni hitéletének irányítását és fejlesztését végzik.

### Lelkipásztori munkatársak
Aktívan részt vesznek az egyházközség istentiszteleti életében, bizonyos cselekményeket önálló vezetnek, ellátnak. Alkalmasak a közösségi élet szervezésére, irányítására az egyházközség egészében vagy egy adott csoportjában, a társadalmi párbeszédre mind az egyének, mind a helyi közösségek szintjén, az együttműködésre szociális-kulturális feladatok megoldásában.
Ismert katekéták, hitoktatók
- Jelenits István (katolikus)
- Fogassy Judit (katolikus)
- Fülöpné Erdő Mária (katolikus)

Felekezetek szerinti felsőoktatási intézmények, ahol a képzést indítják
A képzést 2009 szeptemberben elindító intézmények:
Római Katolikus
- Apor Vilmos Katolikus Főiskola (Vác)
- Egri Hittudományi Főiskola és Érseki Papnevelő Intézet (Eger)
- Esztergomi Hittudományi Főiskola (Esztergom)
- Gál Ferenc Egyetem (2009 előtt: Szegedi Hittudományi Főiskola, ill. 2012 előtt Gál Ferenc Hittudományi Főiskola, 2021-2020 között Gál Ferenc Főiskola)
- Győri Hittudományi Főiskola (Győr és Szombathely)
- Pázmány Péter Katolikus Egyetem Hittudományi Kar (Budapest)
- Pécsi Püspöki Hittudományi Főiskola (Pécs)
- Sapientia Szerzetesi Hittudományi Főiskola (Budapest)
- Veszprémi Érseki Hittudományi Főiskola (Veszprém és Kaposvár)

Görögkatolikus
- Szent Atanáz Görögkatolikus Hittudományi Főiskola (Nyíregyháza)

Református
- Debreceni Református Hittudományi Egyetem (Debrecen)
- Kölcsey Ferenc Református Tanítóképző Főiskola (Debrecen)
- Pápai Református Teológiai Akadémia (Pápa)
- Sárospataki Református Teológiai Akadémia (Sárospatak)

Evangélikus
- Evangélikus Hittudományi Egyetem (Budapest és Nyíregyháza)

Metodista
- Wesley János Lelkészképző Főiskola (Budapest)

Hasonló (vallási tanító, lelkivezetői segítő stb.) szakok más vallású felsőoktatási intézményekben
- A Bhaktivedanta Hittudományi Főiskola vaisnava jógamester alapszakja és A Tan Kapuja Buddhista Főiskola buddhista tanító alap és mesterszakja a katekéta szakirányhoz hasonló valláspedagógiai képesítést nyújt.
- Az Országos Rabbiképző – Zsidó Egyetemen meghirdetett rabbihelyettes és egyházi/felekezeti közösségszervező alapszakokon szerzett szakképzettséggel a lelkipásztori munkatárs szakirányhoz hasonló funkciókat lehet betölteni a zsidó felekezetekben.

## Külső hivatkozások
- a felvi.hu oldalán a szakot indító intézmények listája
- Az AVKF katekéta-lelkipásztori munkatárs szakjának oldala
- Az AVKF oldaláról letölthető részletes szakleírás